# Jose Ozamiz
Jose A. Ozamiz, ook wel Ozamis, (Aloran, 5 mei 1898 - 30 augustus 1944) was een Filipijns politicus. Hij was gouverneur van de provincie Misamis Occidental en van 1931 tot 1941 lid van het Filipijnse Huis van Afgevaardigden. In 1941 werd Ozamiz gekozen in de Senaat van de Filipijnen. Tijdens de oorlog werd Ozamiz door de Japanners gearresteerd en geëxecuteerd.

## Biografie
Jose Ozamiz werd geboren op 5 mei 1898 in Aloran in de Filipijnse provincie Misamis Occidental, toen nog Misamis. Hij was de enige zoon in een gezin van tien kinderen van Jenaro Ozamiz, afkomstig uit Navarra en Basilia Fortich, een Spaanse Mestiza. Zijn vader kwam op 16-jarige leeftijd naar de Filipijnen en werd rijk met de handel in abaca en copra. Jose Ozamiz voltooide zijn middelbareschoolopleiding aan de Ateneo de Manila University en behaalde in 1916 een bachelor of arts-diploma aan dezelfde onderwijsinstelling. Nadien studeerde hij rechten aan de University of the Philippines. In 1921 behaalde hij er met lof zijn bachelordiploma rechten. Aansluitend vertrok Ozamiz naar de Verenigde Staten waar hij in 1923 een masterdiploma rechten behaalde aan de Columbia University. Na terugkeer in de Filipijnen was hij tot 1929 vanuit zijn eigen advocatenkantoor werkzaam voor onder meer de Elizalde Group of Companies, Madrigals en De La Rama Shipping Lines.
Eind 1929 werd Ozamiz benoemd tot gouverneur van nieuwe provincie Misamis Occidental. Na zijn termijn als gouverneur werd hij in 1931 gekozen tot afgevaardigde van het kiesdistrict van Misamis Occidental in het Filipijnse Huis van Afgevaardigden. Bij de verkiezingen van 1934 werd Ozamis herkozen. In 1934 was Ozamiz de afgevaardigde namens het kiesdistrict van Misamis Occidental op de Constitionele Conventie, waar de Filipijnse Grondwet werd geschreven. Na ratificatie van deze Grondwet en de oprichting van het Gemenebest van de Filipijnen werd hij in de daaropvolgende verkiezingen eind 1935 als afgevaardigde van Misamis Occidental gekozen in het nieuwe eenkamerige Nationaal Assemblee van de Filipijnen. In 1938 werd hij herkozen.
In 1941 werd Ozamiz gekozen in de Senaat van de Filipijnen. Omdat de Japanners kort na de verkiezingen de Filipijnen binnenvielen zou de Senaat met Ozamis erin echter niet meer in zitting gaan. Tijdens de Japanse bezetting accepteerde hij een positie in de Japanse overheid. Hij werd voorzitter van de Games and Amusement Board. De positie was een dekmantel voor zijn ondergrondse guerrilla-activiteiten. Op 11 februari 1944 werd Ozamiz door de Japanners gearresteerd. Hij enkele maanden later onthoofd. Ozamiz was getrouwd met Lourdes Hyndman. Samen kregen zijn vier kinderen. Hun zoon Julio Ozamiz werd ook politicus en was lid van het Huis van Afgevaardigden. Ter ere van Jose Ozamiz werd een wet ingediend om zijn geboorteprovincie Misamis Occidental naar hem te vernoemen. Uiteindelijk werd de enige stad in de provincie Ozamiz genoemd.